# Kilogram

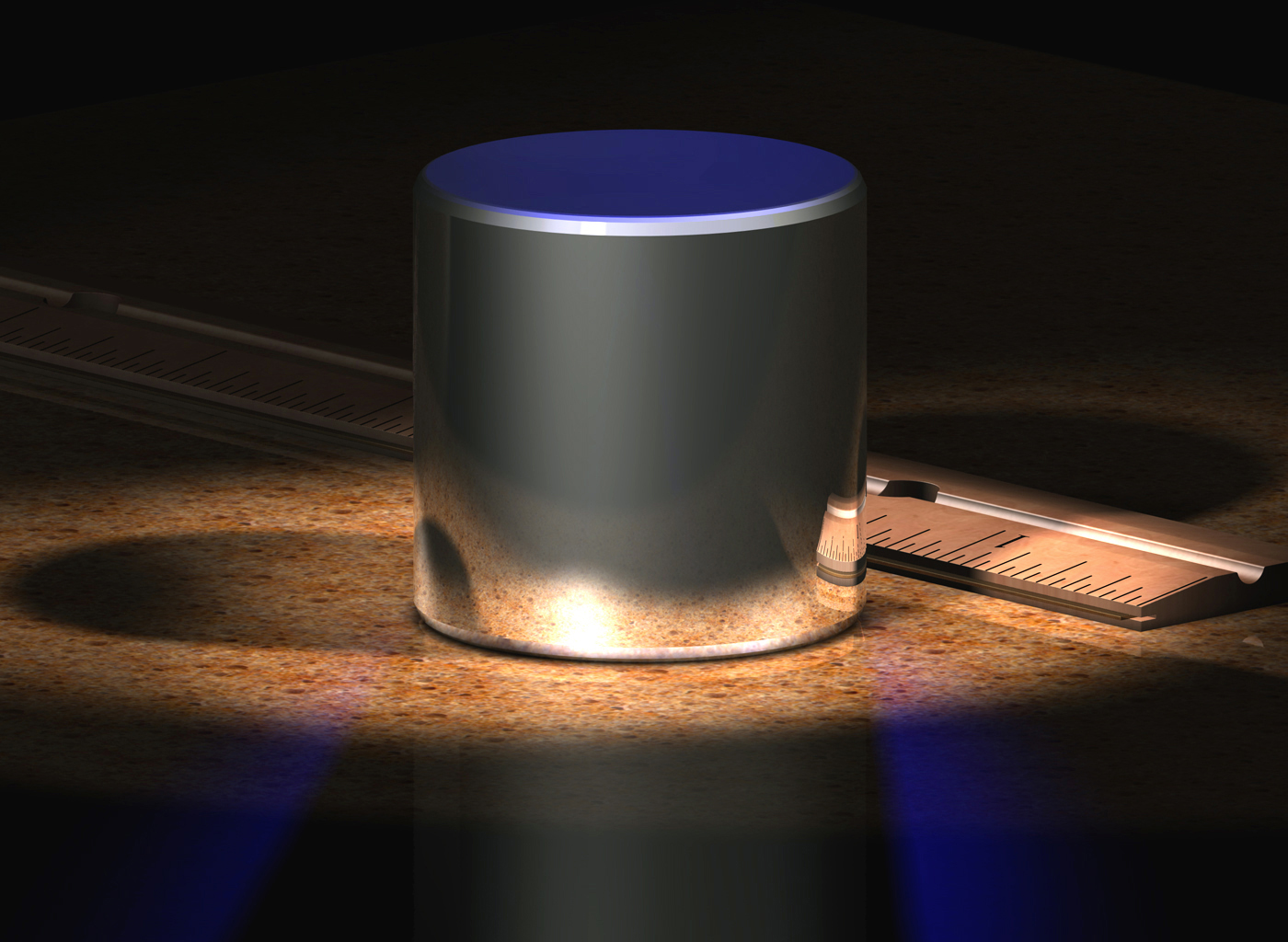
Přibližná podoba bývalého mezinárodního prototypu kilogramu

Kilogram (hovorově kilo) je základní jednotka hmotnosti, značka je kg. Odpovídá přibližně hmotnosti 1 litru vody. Podle soustavy SI je kilogram definován pomocí metru a sekundy zafixováním hodnoty Planckovy konstanty na přesné hodnotě 6,62607015⋅10−34 kg⋅m2⋅s−1.
Do 19. května 2019 byl kilogram definován jako hmotnost mezinárodního prototypu kilogramu uloženého u Mezinárodního úřadu pro míry a váhy v Sèvres (Francie). První definice kilogramu pocházela z roku 1875. Tomu předcházelo pověření vědců v dobách krále Ludvíka XVI., aby stanovili jednotky pomocí desítkové soustavy.
Název je odvozen z latinského kořene grámma, plus předpona soustavy SI kilo. Přestože označení jednotky již obsahuje předponu, jedná se o základní jednotku a naopak gram je považován za díl této základní jednotky. Kilogram je jedinou takovou jednotkou v soustavě SI.

## Definice
Kilogram, značka „kg“, je jednotka hmotnosti v SI. Je definována fixací číselné hodnoty Planckovy konstanty h, aby byla rovna 6,626 070 15×10−34, je-li vyjádřena jednotkou J s, rovnou kg m2 s−1, kde metr a sekunda jsou definovány pomocí c a ΔνCs.

## Historie

### Prototyp kilogramu

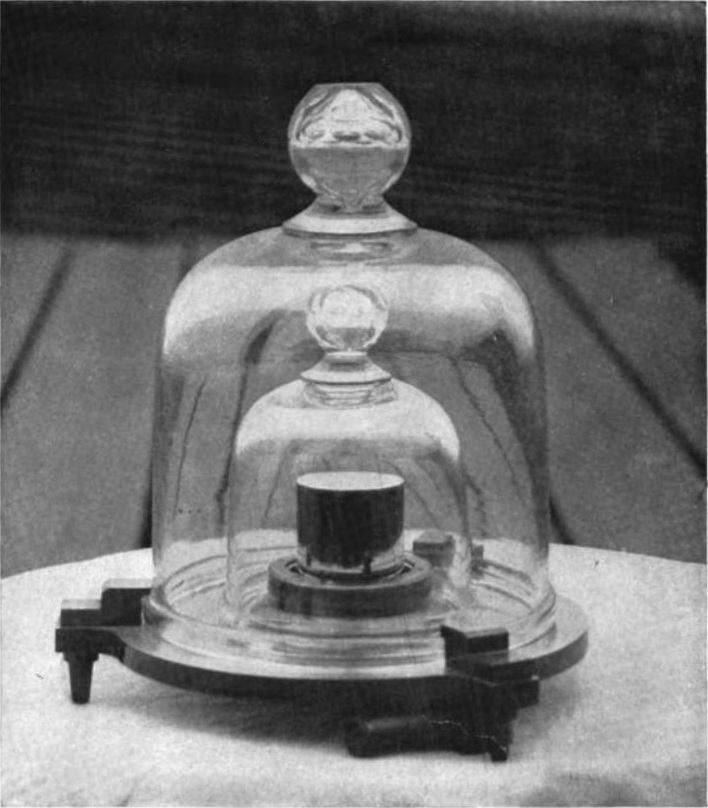
Standardní kilogram hmotnosti,
kopie č. 4, uložený v Národním institutu pro normalizaci a technologie v USA. Zobrazen jeden ze dvou kusů, které slouží jako oficiální standard pro definování všech jednotek vah a hmotnosti ve Spojených státech. Jedná se o jednu ze 40 kopií, které byly vyrobeny ve Francii v roce 1884. Tento kilogram se liší (lišil) od hmotnosti prototypu kilogramu o 75 mikrogramů.
(foto: National Geographic - leden 1915)

Mezinárodní prototyp kilogramu byl válec o výšce i průměru 39 mm vyrobený ze slitiny 90 % platiny a 10 % iridia. Podle něj byly vyrobeny co možná identické kopie, které uchovávají příslušné instituty v různých státech. Těchto kopií bylo vyrobeno celkem 80. V Česku uchovává tento státní etalon (kopie č. 67) Český metrologický institut. Materiál pro zhotovení prototypu byl volen podle následujících kritérií:
- odolnost proti korozi,
- vysoká hustota (omezení vlivu vztlaku při měření ve vzduchu),
- dobrá elektrická vodivost (eliminace vlivu statické elektřiny),
- nízká magnetická vodivost – diamagnetismus (omezení nežádoucích magnetických vlivů – přitažlivosti),
- tepelná stabilita,
- tvrdost (odolnost proti otěru).

### Historická definice z roku 1901
Podle rozhodnutí 3 Generální konference pro míry a váhy z roku 1901 byl kilogram definován jako jednotka hmotnosti takto:

- S přihlédnutím k rozhodnutí Mezinárodního výboru pro míry a váhy ze dne 15. října 1887, podle kterého je kilogram definován jako jednotka hmotnosti,
- s přihlédnutím k rozhodnutí obsaženém ve schválení prototypů metrického systému, jednoznačně přijatém Generální konferencí pro míry a váhy dne 26. září 1889
- a vzhledem k nutnosti ukončit nejednoznačnosti, které v současné praxi stále existují ohledně významu slova váha, které se někdy používá pro hmotnost a někdy pro mechanickou sílu,

Konference vyhlašuje, že:
1. Kilogram je jednotka hmotnosti; je roven hmotnosti mezinárodního prototypu kilogramu.
2. Slovo váha označuje kvantitu stejné povahy jako síla: váha tělesa je součinem jeho hmotnosti a tíhového zrychlení; jmenovitě normální váha tělesa je součin jeho hmotnosti a normálního tíhového zrychlení.
3. Hodnota normálního tíhového zrychlení přijatá Mezinárodní službou pro míry a váhy je 980,665 cm/s².

CGPM, Declaration on the unit of mass and on the definition of weight; conventional value of gn

### Problémy definice
Kilogram byl poslední jednotka SI, která byla definovaná pomocí prototypu, a ne fyzikální definicí. Kilogram byl zvolen tak, aby odpovídal hmotnosti 1 litru vody prosté vzduchu při teplotě, při které má voda maximální hustotu (3,98 °C), při normálním atmosférickém tlaku (760 mm Hg). Tato původní definice však měla závažné nedostatky, obsahuje totiž kruhovou závislost: jednotka hmotnosti se zde definuje s pomocí tlaku, který je ovšem definován prostřednictvím hmotnosti. Kvůli těmto problémům byl tedy kilogram v roce 1889 definován na základě prototypu, který byl ovšem vyroben tak, aby kilogram přibližně vyhovoval původní definici. Při výrobě původního standardu však došlo k malé odchylce, která způsobila, že 1 kilogram vody nemá objem přesně 1 litr, ale 1,000 028 l. Definice prototypem měla i další problémy.

### Změna prototypu
Z nejasných příčin za posledních 100 let prototyp ztratil přibližně 50 mikrogramů. Jelikož kilogram byl definován jako aktuální hmotnost prototypu, změnila se tím i definovaná velikost kilogramu a znamená to, že objekt, který měl před 100 lety hmotnost 1 000 kg a vůbec se od té doby nezměnil, má dnes hmotnost cca 1 000,000 05 kg.
Jednou z příčin změny hmotnosti mohla být ztráta atomů vodíku, které se do slitiny dostaly jako parazitní příměsi při její přípravě. Další, i když dovozovanou příčinou byl lidský faktor, kdy při opakovaném, i jemném, čištění prototypu nebo při jeho používání (vážení) v průběhu 100 let byl prototyp prostě odřen, a tím mírně ztratil na hmotnosti. Toto vysvětlení je však málo pravděpodobné, protože pozorovaná ztráta hmotnosti narůstá v závislosti na čase, nikoli v závislosti na množství operací (čištění, měření atd.) s prototypem prováděných. Přitom není úplně jasné, jestli se jedná o skutečnou ztrátu hmotnosti právě tohoto hlavního mezinárodního prototypu; situace může být i opačná, kdy z neznámé příčiny narostla hmotnost ostatních národních prototypů (zvažuje se např. vázání atmosférické rtuti na platinu). Do přesnosti měření vstupuje i přesnost tzv. komparačních vah (prototypy nelze vážit absolutně).

### Ztráta prototypu
U definice jediným prototypem hrozila teoretická možnost, že by tento prototyp mohl být ztracen nebo zničen. Nová, ryze fyzikální definice, poskytla možnost jej kdykoli a kdekoli znovu vyrobit.

### Nemožnost sdělení definice
Definici prototypem nelze předat na dálku, např. v hypotetické situaci, kdy by bylo potřeba kilogram popsat někomu, kdo se nemůže dostat k prototypu (například obyvatelé vzdálené planety). Čistě fyzikální definici je možné prostě odeslat jako zprávu a o realizaci prototypu (případně konverzi na své jednotky) se již adresát postará sám.

## Nové fyzikální definice
Kromě výše uvedených problémů byla i z principiálních důvodů definice prototypem považována za neuspokojivou a hledala se definice založená na neměnných vlastnostech přírody. Problematikou definice jednotky se v lednu 2011 zabývala i mezinárodní konference vědců z Mezinárodního úřadu pro míry a váhy, konaná v budově Královské společnosti v Londýně s úkolem stanovit směry v definování jednotky kilogramu. Generální konference pro míry a váhy se nakonec přiklonila k definici založené na Planckově konstantě.

### Planckova konstanta
Pevným stanovením Planckovy konstanty by s pomocí kvantové fyziky a relativistického vztahu mezi energií a hmotností {\displaystyle E=hf=mc^{2}} bylo možno definovat jednotku hmotnosti. Možnou realizací jsou wattové váhy (anglicky watt balance), které porovnávají tíhu tělesa s magnetickou silou. Aby bylo možno tento postup použít, je potřeba dosáhnout relativní nejistoty měření asi 1×10−8, v současné době se dosahuje nejistoty asi 5,2×10−8.
Generální konference pro míry a váhy schválila změnu definice založené na Planckově konstantě na svém 26. zasedání ve Versailles 16. listopadu 2018.

## Nová definice kilogramu
Na 24. Všeobecné konferenci pro váhy a míry, která se konala 17.–21. října 2011, byl připraven návrh budoucí revize soustavy SI, ve kterém je definice kilogramu odvozena z Planckovy konstanty. Jelikož však tehdy nebyly splněny požadavky na přesnost jejího měření, nebyla tato revize na tomto zasedání přijata. K přijetí této definice založené na Planckově konstantě došlo až po splnění všech klíčových podmínek požadovaných pro zavedení. Generální konference pro míry a váhy schválila změnu definice na svém 26. zasedání ve Versailles 16. listopadu 2018. Změna vstoupila v platnost 20. května 2019, tedy symbolicky ve Světový den metrologie, který je výročím přijetí Metrické konvence.

## Násobné jednotky
Předpony lze dávat k základu gram (nanogram, gigagram), nikoli k základnímu kilogramu (tedy nikoli milikilogram, megakilogram). Z praktických důvodů se však užívá také kilotuna a megatuna, viz dále.
Kromě kilogramu se často používají následující jednotky:

### Nanogram
Nanogram (značka ng) je jedna tisícina mikrogramu.

### Mikrogram
Mikrogram (značka μg) je tisícina miligramu (miliontina gramu, tzn. miliardtina kilogramu). V běžném životě je to příliš malé množství, aby mělo nějaký praktický význam. Běžně se však používá při sledování výskytu superstopových množství látek v přírodě (například některé vzácné prvky se v mořské vodě vyskytují v řádu koncentrací μg/l, doporučená denní dávka vitaminu B12 je 2,5 μg) nebo v jaderné fyzice při udávání obsahu krátkodobě žijících izotopů (μg/kg nebo dokonce μg/t).

### Miligram
Miligram (značka mg) je tisícina gramu, tzn. miliontina kilogramu. Používá se nejčastěji v chemii či lékařství, například obsahy běžných kovových prvků jako je měď nebo zinek se v živočišných a rostlinných tkáních pohybují v řádu jednotek až stovek mg/kg. Obsahy alkalických kovů nebo typických aniontů jako uhličitany se v minerálních vodách obvykle uvádějí v mg/l.

### Gram
Gram (značka g) je definován jako jedna tisícina kilogramu. Dnes se často využívá jako jednotka pro vážení přísad při vaření a nákupu potravin. Cena pro potraviny prodávané v menším množství než jeden kilogram bývá běžně uváděna jako cena za 100 g. Také údaje o obsahu a složení jednotlivých potravin bývají vztahovány k hmotnosti 100 g a tudíž odpovídají procentům hmotnosti. Gram je základní jednotkou hmotnosti ve starší soustavě CGS.

### Dekagram
Dekagram (oficiální značka v soustavě SI je dag, ale v běžném životě se častěji používá zastaralé označení dkg) je 10 gramů, tedy jedna setina kilogramu. Je to jednotka používaná převážně v maloobchodě s potravinami. Čech mluvící hovorovou češtinou kupující množství menší než jeden kilogram většinou definuje požadované množství v dekagramech (hovorově deka: např. 20 deka šunky). Přestože jednotková cena se v maloobchodě zpravidla udává na 100 gramů nebo na kilogram, český zákazník kupuje na deka.

### Metrický cent
Hovorově metrák, odpovídá 100 kg. Značí se q.

### Tuna
Tuna (značka t, někdy Mg) je jednotka hmotnosti, která nepatří do soustavy SI, avšak může se používat spolu s jednotkami SI. Odpovídá 1000 kilogramům a znamená totéž co megagram (Mg, 106g. Pozor! neplést s mg, což je miligram, 10−3g). Vyšší řády hmotností se často vztahují k tuně (kilotuna, megatuna).
Jednotka tuna se používá např. v dopravním značení pro vyjadřování povolené hmotnosti vozidla.

### Kilotuna
Kilotuna (značka kt, dle SI gigagram, Gg, 109g) je tisíc tun, čili milion kilogramů.

### Megatuna
Megatuna (značka Mt, dle prakticky nepoužívané definice SI teragram, Tg, 1012g) je milion tun, čili miliarda kilogramů. V ekvivalentech kilotun a megatun TNT se obvykle udává energie uvolněná výbuchem jaderné zbraně. Nejsilnější známá jaderná zbraň, sovětská Car-bomba, měla sílu okolo 57 Mt TNT.

### Gigatuna
Gigatuna (značka Gt, dle SI petagram, Pg, 1015g) je miliarda tun, čili bilion (milion milionů) kilogramů. Používá se v tématech planetárního měřítka (geologie; klimatologie; biogeochemické cykly - voda, kyslík, uhlík, dusík, síry, fosfor a další; astronomické jevy, např. síla impaktů).

## Instituce
Systémem měření a váhami se zabývají následující mezinárodní instituce:
- BIPM (Bureau International des Poids et Mesures) – Mezinárodní úřad pro míry a váhy; sídlí v Sèvres u Paříže.
- CGPM (Conférence Générale des Poids et Mesures) – Generální konference pro míry a váhy
- CIPM (Comité International des Poids et Mesures) – Mezinárodní výbor pro míry a váhy

### Externí obrázky
- The IPK in three nested bell jars
- K20, the US National Prototype Kilogram
- Steam cleaning a 1 kg prototype before a mass comparison
- The IPK and its six sister copies in their vault
- Archivováno 8. 9. 2011 na Wayback Machine. Silicon sphere for the Avogadro Project
- The NPL’s Watt Balance project
- Rueprecht Balance, an Austrian-made precision balance, was used by the NIST from 1945 until 1960
- The BIPM’s modern precision balance featuring a standard deviation of one ten-billionth of a kilogram (0.1 µg)
- Mettler HK1000 balance, featuring 1 µg resolution and a 4 kg maximum mass. Also used by NIST and Sandia National Laboratories’ Primary Standards Laboratory
- FG 5 absolute gravimeter